# Harald Reisenberger
Harald Emil Adolf Reisenberger (* 7. Februar 1957 in Wien; † 16. Dezember 2009 ebenda) war ein österreichischer Politiker (SPÖ) und von 2001 bis 2009 Mitglied des Bundesrates.
Nach Absolvierung der Pflichtschulen wurde Reisenberger 1975 hauptamtlicher Funktionär des Österreichischen Gewerkschaftsbundes, zunächst als Bezirkssekretär der Gewerkschaft Metall-Bergbau-Energie, danach als Rechtsschutzssekretär und schließlich als Landessekretär der Wiener FSG. Zwischen 1979 und 1987 war er zudem Bezirksrat in Wien-Liesing. Ab dem 27. April 2001 vertrat er bis zu seinem Tod das Bundesland Wien im Bundesrat. Im ersten Halbjahr 2009 wirkte er als dessen Präsident. Nach seinem plötzlichen, unerwarteten Tod wurde Reisenberger auf dem Hütteldorfer Friedhof begraben.